# Das Christusbild
Das Christusbild ist die erste Novelle des österreichischen Schriftstellers Karl Emil Franzos, die 1869 unter dem Titel David der Bocher im zweiten Jahrbuch Buchenblätter erschien. Das Jahrbuch versammelte Arbeiten deutscher Autoren aus der Bukowina. Westermann brachte den Text 1870 heraus. 1876 kam Das Christusbild in der Sammlung Die Juden von Barnow bei Duncker & Humblot in Leipzig auf den Buchmarkt.

## Hintergrund
Franzos schreibt in seinem Prosaerstling über seine erste Liebe. Im Sommer 1868 hatte er sich in Czernowitz heimlich mit einer jungen Christin verlobt. Als der Glückliche im Herbstsemester das Studium in Graz aufgenommen hatte, erreichte ihn ein Brief der Braut. Darin wies sie ihn ab: „Mir bricht das Herz, aber sie sind Jude...“.
Zehn Jahre nach Erscheinen des „Christusbildes“ war jene Christin längst in England verheiratet und bekam den Text in die Finger. Die Frau wurde die erste Übersetzerin der Novelle ins Englische.

## Handlung
Der Erzähler, im podolischen Städtchen Barnow als Sohn des Stadtarztes aufgewachsen, sieht das Christusbild der Malerin Gräfin Jadwiga Bortynska zum ersten Mal als Zwölfjähriger und erkennt darauf seinen Lehrer David den Bocher, den Sohn des verstorbenen Rabbi Blum.
Bevor David Blum in Barnow Lehrer wurde, hatte er nach dem Tod seiner Mutter das Städtchen verlassen und war durch Galizien sowie Polen gestreift. In Wilna hatte der greise, begüterte Fürst Sugatscheff dem armen Talmudisten die Ausbildung als Arzt ermöglicht. Zwar blieb David bei seinem Glauben, änderte aber – mit Rücksicht auf die Patienten – den Namen auf Dr. Friedrich Reimann. Der Gönner starb. Dessen Sohn Fürst Alexius Sugatscheff, ein leichtsinniger, verderbter Mensch, hielt sich zumeist in Baden-Baden auf. Der Arzt folgte seinem neuen Herrn. Dort in Deutschland lernte Friedrich Reimann die Malerin Jadwiga Bortynska kennen und lieben. Fürst Alexius setzte die Malerin über die jüdische Herkunft des Arztes ins Bild. Jadwiga Bortynska trennte sich von Friedrich Reimann. Letzterer ging nach Barnow zurück, wurde dort Lehrer und sorgte sich um Kranke. Im darauffolgenden Winter behandelte der Arzt am grassierenden Nervenfieber Erkrankte und starb an dieser Krankheit. Zuvor war Friedrich Reimann in Barnow der Malerin begegnet. Ihrer Bitte um Vergebung für das „... aber sie sind Jude...“ hatte er nicht entsprochen. Der Arzt war bei seiner Entsagung geblieben.
Der Erzähler beschließt seine Geschichte über die Entstehung des Chritusbildes zu Barnow: Jadwiga Bortynska hat jenes Bild im darauffolgenden Sommer – nach dem Tode des Geliebten – in der Schweiz gemalt.

## Rezeption
- 1935: Eduard Castle beobachtet das Wirken des „entschiedenen Deterministen“ Franzos.[3]
- 1964: Creutzburg hebt einerseits „den Weg von der biographischen Wahrheit zur dichterischen Verallgemeinerung“ lobend hervor, wertet Reimanns Entsagung als Protest gegen die unüberwindliche Konfessionsschranke und verschweigt andererseits nicht die künstlerischen Mängel dieses literarischen Auftakts als da sind die schwache Komposition, die psychologisch oberflächlich motivierte Handlung sowie vermeidbare Sentimentalitäten.[4]

### Ausgaben
- Das Christusbild. S. 627–639 in: Westermanns Monatshefte, Bd. 28, Braunschweig 1870 (online)
- Das Christusbild, S. 227–257 in: Die Juden von Barnow. Geschichten von Karl Emil Franzos. 11.–15. Auflage. Cotta’sche Verlagsbuchhandlung, Stuttgart 1920 (archive.org).
- Das Christusbild. S. 173–198 in: Günter Creutzburg (Hrsg.): Der wilde Starost und die schöne Jütta. Novellen um Liebe und Ehe von Karl Emil Franzos. Illustrationen: Wolfgang Würfel. Verlag der Nation, Berlin 1964 (verwendete Ausgabe)

### Sekundärliteratur
- Mein Erstlingswerk: „Die Juden von Barnow“. Von Karl Emil Franzos, S. 213–240 in: Die Geschichte des Erstlingswerks. Selbstbiographische Aufsätze. Eingeleitet von Karl Emil Franzos. Mit den Jugendbildnissen der Dichter. Concordia Deutsche Verlags-Anstalt, Berlin 1894 (archive.org).
- ZweiGeist. Karl Emil Franzos. Ein Lesebuch von Oskar Ansull. Deutsches Kulturforum Östliches Europa. Potsdam 2005, ISBN 3-936168-21-0

## Anmerkung
1. ↑  Der Bocher heißt der Unverheiratete.